# Ärmelkanal
Der Ärmelkanal (kurz auch Der Kanal; englisch English Channel, wörtlich ‚Englischer Kanal‘; französisch La Manche, wörtlich ‚Der Ärmel‘; bretonisch Mor Breizh, wörtlich ‚Das Meer der Bretagne‘; kornisch Mor Bretannek, wörtlich ‚Britische See‘) ist ein Meeresarm des Atlantiks und verbindet diesen über die Straße von Dover mit der Nordsee.

## Name
Der etwa 560 Kilometer lange Ärmelkanal setzt als Meeresarm den Atlantik in Richtung Osten fort und verjüngt sich dabei wie ein Kleidungsärmel. Dies erklärt auch den deutschen Namen Ärmelkanal, evtl. auch als Übersetzung aus dem Französischen.
Die Römer nannten das Seegebiet in der Antike Oceanus Britannicus, was unter anderem bei Claudius Ptolemäus belegt ist. Dieser Name wurde auch beinahe das gesamte Mittelalter hindurch benutzt oder in die jeweilige Sprache übersetzt. Eine Bezeichnung, die auf Englischer Kanal hindeutet, findet sich vermutlich erstmals auf einer italienischen Karte von 1450 als Canalites Anglie. Diese Bezeichnung wurde auch auf den Karten der damals in Nordeuropa führenden Seefahrtsnation auf Niederländisch als Het Engelse Kanaal benutzt, die sich seit spätestens dem 18. Jahrhundert auch in Großbritannien als The English Channel durchsetzte. Englischsprechende Nordwest- und Westeuropäer lassen meistens die nähere Bestimmung ganz weg, wenn eindeutig ist, welcher Kanal gemeint ist.
Angesichts der wachsenden Rivalität zwischen Frankreich und England zum Ende des Mittelalters und zu Beginn der Neuzeit war Frankreich jedoch nicht dazu bereit, mehrere hundert Kilometer der eigenen Küstengewässer „englisch“ zu nennen. Bis zum 17. Jahrhundert entwickelte sich daher, inspiriert durch die Ärmelform der Küstenlinie, der französische Name La Manche.
Das französische Département Manche reicht bis zur Kanalmitte und wird seit 1790 nach dem Kanal bezeichnet.

## Geographie

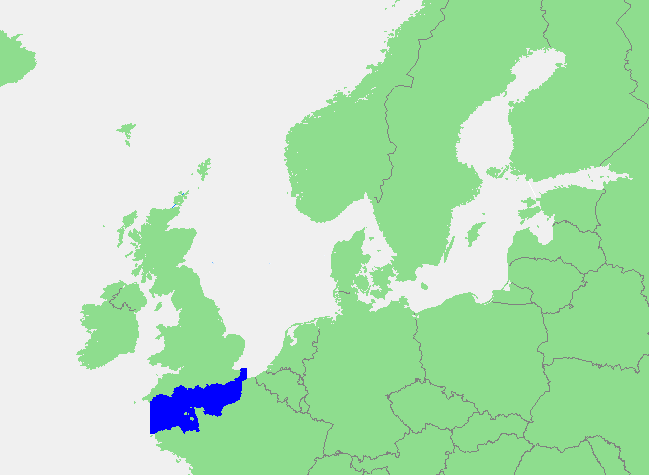
Lage des Kanals

Der Ärmelkanal liegt zwischen Großbritannien im Norden und Frankreich im Süden. Nach der Definition der International Hydrographic Organization wird die Ostgrenze zur Nordsee durch eine Linie gebildet, die etwa zehn Kilometer östlich der Line Dover–Calais zwei historische Landmarken verbindet, genauer den Leuchtturm Phare de Walde (Frankreich) mit Leathercoat Point (England). Die Westgrenze wird durch die Linie von Land’s End zum Leuchtturm der Île Vierge gebildet. Die britische Küste enthält die Jurassic Coast, eine geschützte Naturlandschaft. Ein Teil der französischen Küste des Ärmelkanals ist die Alabasterküste.
Am Südrand des Ärmelkanals liegen die britischen Kanalinseln unmittelbar vor der französischen Küste. Die Isle of Wight, die von einem Seitenarm des Kanals, dem Solent, umschlossen wird, liegt zentral an seinem Nordrand. Am Nordwesteingang ragen die Scilly-Inseln in den Nordatlantik, genauer: in die Keltische See. Der größte Fluss, der in den Kanal mündet, ist die Seine.
Bekannte Hafenstädte am Kanal sind Southampton, Plymouth und Dover in Großbritannien und in Frankreich Cherbourg-en-Cotentin, Le Havre und Calais.
Der Ärmelkanal ist maximal 248 km breit. Die schmalste Stelle ist die Straße von Dover (engl. Strait of Dover, frz. Pas de Calais) im Osten – die Strecke von Dover nach Cap Gris-Nez misst nur 34 km. Der Kanal hat in der Nähe des offenen Atlantiks eine durchschnittliche Tiefe von 120 m; an der östlichen Einmündung in die Nordsee sind es seichtere 45 m.

## Geologie
Während der letzten Eiszeiten war der Wasserstand bis zu 120 Meter niedriger als heute. Die Nordseeküste lag etwa 600 Kilometer nördlich ihrer jetzigen Lage, das Gebiet des Ärmelkanals war bis auf das westliche Ende Festland (siehe Doggerland). Nach letzten Forschungen gab es einen breiten Fluss, der sich entlang des heutigen Ärmelkanals dahinzog und durch Rhein, Seine und Themse als Nebenflüsse gespeist wurde. Dieses Flusssystem mit seinem Delta nach Westen war vermutlich das größte, das jemals in Europa entstand.
Als das Wasser nach der Eiszeit langsam zu steigen begann, bildete sich im südlichen Nordseebecken ein großer Süßwassersee, der durch die Doggerbank nach Norden und durch eine Kreideverbindung nach Westen abgesperrt war. Die Kreide zwischen den heutigen Städten Dover und Calais war etwa 6500 v. Chr. so weit erodiert, dass das Wasser der südlichen Nordsee über den Ärmelkanal in den Atlantik abfließen konnte. Die letzte Landverbindung zwischen Irland und den britischen Inseln und dem Kontinent verschwand vor etwa 7000 Jahren.
Wellen und Winderosion tragen die Kreide an dieser Stelle ständig weiter ab, sodass sich der Kanal auch heute noch langsam verbreitert. Erst als der Wasserstand weiter stieg, bildete sich das durchgehende Nordseebecken, sodass heute das Wasser aus dem Atlantik über den Ärmelkanal in die Nordsee fließt und entlang der norwegischen Küste in den Nordatlantik zurückkehrt.

## Verkehr

### Bemerkenswerte Kanalquerungen

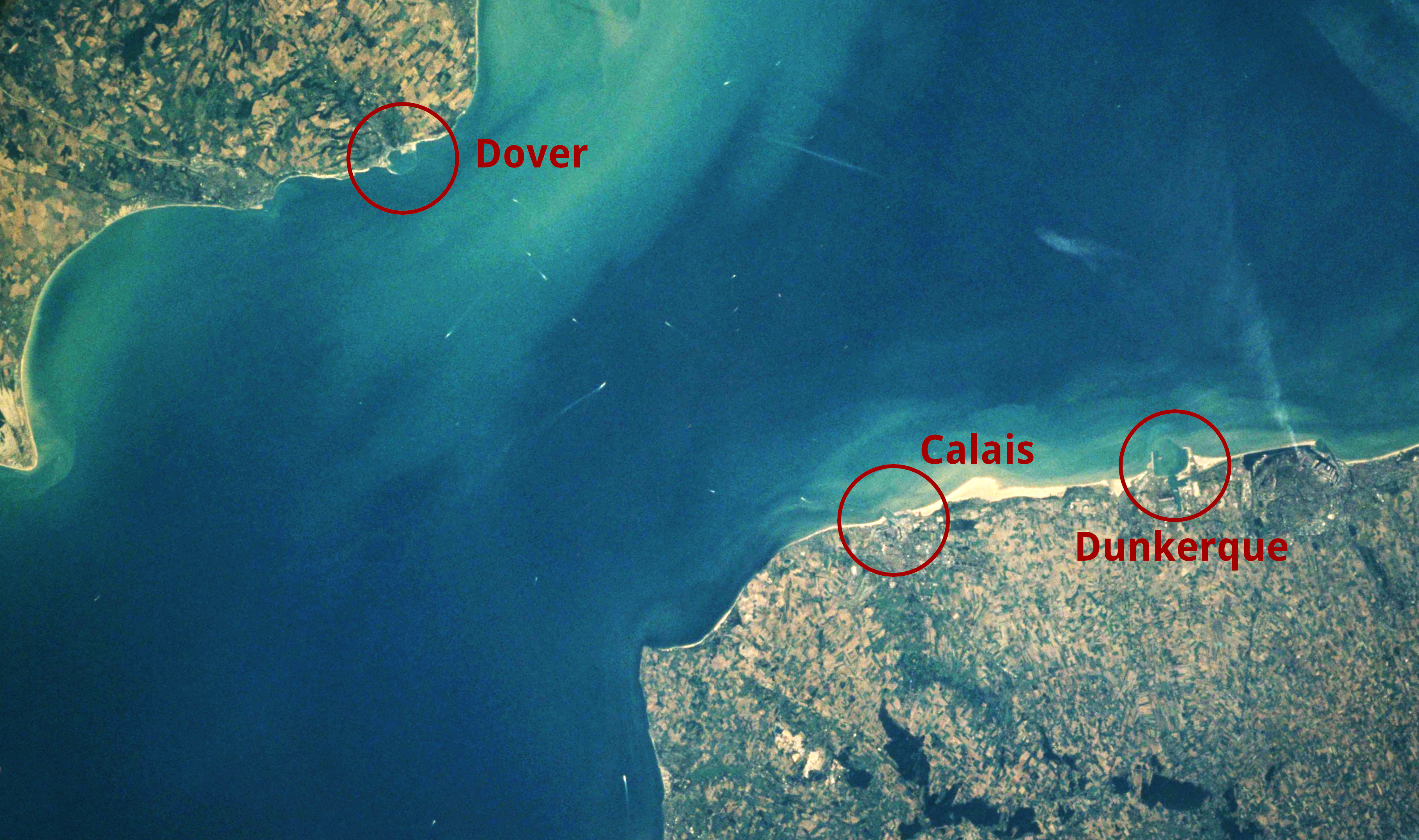
Straße von Dover

Der Kanal wird seit langer Zeit auch als sportliche Herausforderung betrachtet und auf unterschiedlichste Arten überquert. Das Durchschwimmen wird als Kanalschwimmen bezeichnet. Erstmals nachweislich durchschwommen wurde der Ärmelkanal  am 24. und 25. August 1875 von dem Engländer Matthew Webb in 21 Stunden und 45 Minuten.

### Schiffsverkehr
Die Élise überquerte 1816 als erstes Schiff mit Dampfantrieb den Ärmelkanal.
Der im Kanal „Straße von Dover“ genannte zentrale Abschnitt gehört zu den Schifffahrtswegen mit dem weltweit dichtesten Schiffsverkehr (circa 400–500 Schiffe pro Tag). Wichtige Fährverbindungen kreuzen diesen Ost-West-Schifffahrtsweg zwischen Dover und Calais bzw. Dünkirchen.
Nach Angaben des britischen Innenministeriums kamen im Jahr 2019 etwa 1.800 Menschen in kleinen Booten über den Ärmelkanal; 2020 waren es knapp 8.500 und 2021 mehr als 28.500 Menschen. Als Erklärung wird angeführt, dass vorgezogenen Grenzkontrollen und pandemiebedingte Kontrollen es in diesen Jahren für Migranten schwieriger gemacht habe, versteckt in Lastwagen oder auf Zügen nach Großbritannien zu gelangen.
2022 sind (Stand Mitte November 2022) es bereits 44.000 Migranten.

#### Unfälle
Unfälle ohne Kollision:
- 6. März 1987: Am Abend kenterte die Fähre Herald of Free Enterprise bei der Ausfahrt aus dem Hafen von Zeebrügge. Von den 623 Personen an Bord kamen 193 ums Leben.
- 18. Januar 2007: Das Containerschiff MSC Napoli unter britischer Flagge mit Heimathafen London geriet infolge des Orkans Kyrill im Ärmelkanal in Seenot.
- Januar 2015: Kurz nach dem Auslaufen bekam die mit 1400 Luxusautos beladene Hoegh Osaka schwere Schlagseite. Das Schiff wurde vor der Isle of Wight absichtlich auf Grund gesetzt, um ein Kentern im Fahrwasser zu verhindern.
- 2013[8] befand sich das deutsche U-Boot U 31 auf der Fahrt zu einer Marineübung vor Plymouth, als es kurz vor dem Ärmelkanal auf einen Orkan und 12 m hohe Wellen traf; der Signalmast knickte.[9]

Aufgrund des hohen Verkehrsaufkommens im Kanal kommt es immer wieder zu Kollisionen:
- 6. November 1910: Nach Kollision mit dem vorschriftswidrig kreuzenden Dampfer Brighton lief das Fünfmastvollschiff Preußen auf Grund und ging verloren.
- 16. März 1978: Der Öltanker Amoco Cadiz kollidierte nach Ruderausfall mit einem Felsen und zerbrach, was die sechstgrößte Ölkatastrophe der Geschichte zur Folge hatte.
- 30. März 1985: Das von Calais kommende Luftkissenfahrzeug Princess Margaret vom Typ Saunders Roe Nautical 4 kollidierte beim Einlaufen in den Hafen von Dover bei „ziemlich schlechtem“ Wetter und Windgeschwindigkeiten von bis zu 30 Knoten mit der Kaimauer. Dabei wurde ein Loch in die Außenhaut gerissen. Vier Personen von 370 Passagieren kamen bei dem Unglück zu Tode.[10]
- 31. Oktober 2000: Der elf Jahre alte Flüssiggastanker Ievoli Sun sank mit 6000 Tonnen giftiger Chemikalien und liegt seitdem in 70 Metern Tiefe. Teile der biologisch abbaubaren Chemikalien liefen in den folgenden Tagen aus.
- 14. Dezember 2002: Der 15 Jahre alte Autotransporter Tricolor sank nach einer Kollision mit 2871 Luxuswagen an Bord. In der Folge kollidierten mehrere Schiffe mit dem Wrack, das bei Niedrigwasser nur knapp aus dem Wasser ragte. Es dauerte fast zwei Jahre, das Wrack in neun Teile zu zersägen und abzutransportieren.
- 31. Januar 2006: Der mit 10.000 Tonnen Phosphorsäure beladene Chemietanker Ece sank nach einer Kollision.
- 9. Juni 2006: Vor der Küste der Grafschaft Sussex kollidierten zwei Öltanker. Trotz Beschädigungen lief kein Öl aus.

Zur Regulierung des Schiffsverkehrs wurde im Ärmelkanal eine Reihe von Verkehrstrennungsgebieten mit nach Fahrrichtung getrennten Seewegen eingeführt.
Seeleute auf Vollschiffen nannten den Ärmelkanal ein Meer von Kopf- und Herzweh (engl. sea of sore heads and sore hearts), vor allem, wenn diese Schiffe mit allen Mann an Deck gegen vorherrschende Südwestwinde durch das enge und gefahrvolle Revier nach Westen gesegelt werden mussten.

### Schienenverkehr
Durch den Eurotunnel zwischen Folkestone und Sangatte besteht seit 1994 eine Eisenbahnverbindung zwischen Großbritannien und dem europäischen Kontinent.

## Nicht realisierte Bauprojekte

### Tunnelprojekt der Kanalgesellschaft
Im Jahr 1875 begann die Kanalgesellschaft bei Sangatte mit einem Tunnelbau. In England wurde zur selben Zeit bei Abbotscliff mit Kanalarbeiten begonnen. Bis 1882 wurden auf beiden Seiten jeweils ca. 1.800 Meter Tunnel gebaut. Da England eine spätere Invasion durch die Franzosen fürchtete, wurden die Arbeiten um 1882 eingestellt.
Der französische Filmpionier Georges Méliès griff die Idee der Untertunnelung des Ärmelkanals mit Eisenbahnverbindung als erster filmisch auf und schuf 1907 den Film Le Tunnel sous la Manche ou le Cauchemar franco-anglais („Der Tunnel unter dem Ärmelkanal oder der französisch-englische Alptraum“).

### VisionBrückenstadt
1962/1963 entwickelten die Architekten Yona Friedman und Eckhard Schulze-Fielitz die Vision einer Brückenstadt über den Ärmelkanal. Das gigantische Bauwerk, eine megastructure aus Tragwerk und eingebauten Modulen, sollte die Funktionen einer Stadt übernehmen.

### Brücke über den Ärmelkanal
Boris Johnson schlug im Januar 2018 eine etwa 32 Kilometer lange Brücke über den Ärmelkanal vor. Er begründete dies damit, dass es noch längere Brücken auf der Welt gibt, und mit dem technischen Fortschritt. Außerdem würde es die Wirtschaftskontakte zwischen Großbritannien und dem Kontinent nach dem Brexit fördern. Die Brücke müsste höher als 60 Meter sein, um die Schifffahrt nicht zu behindern.

## Rezeption in der Kunst

### Malerei
- Joseph Mallord William Turner (1775–1851). Vielfaches Thema bei ihm sind Seestücke und die Klippen von Dover.

### Filme
- Der längste Tag: Vereinigte Staaten 1962; Filmklassiker zur Invasion über die Meerenge im Juni 1944, Regie Ken Annakin, Andrew Marton und Bernhard Wicki u. a. mit Paul Anka, John Crawford; amerikan. Titel: The Longest Day. Der Titel ist bei allen Kriegsparteien eine gängige Bezeichnung für das Gesamtgeschehen.
- Lord Nelsons letzte Liebe: Regie Alexander Korda, Vereinigtes Königreich 1941; Nelson stirbt bei der Abwehr der frz. Invasionsflotte; mit Laurence Olivier, Vivien Leigh u. a.